# Laena guizhouica
Laena guizhouica – gatunek chrząszcza z rodziny czarnuchowatych i podrodziny omiękowatych.
Gatunek ten został opisany w 2008 roku przez Wolfganga Schawallera. Miejsce typowe znajduje się na wschodnim stoku Leigong Shan.
Chrząszcz o ciele długości od 4,5 do 5,3 mm. Przedplecze na przednim brzegu szersze niż na tylnym, a najszersze pośrodku; o brzegach bocznych obrzeżonych, tylnym brzegu nieobrzeżonym, kątach tylnych zaokrąglonych; jego powierzchnia pokryta grubymi, opatrzonymi długimi szczecinkami punktami oddalonymi od siebie o 2-3 średnice. Na pokrywach brak rowków, występują tylko ułożone w rzędy punkty, wielkością zbliżone do tych na przedpleczu i opatrzone długimi, wzniesionymi szczecinkami. Punkty na nieco wypukłych międzyrzędach nieliczne, niewyraźne i również opatrzone szczecinkami. Odnóża obu płci o bezzębnych wszystkich udach. Samiec o zaokrąglonych na szczycie apicale edeagusa.
Owad endemiczny dla Chin, znany tylko z Kuejczou.